# Августовская сессия ВАСХНИЛ (1948)
Августовская сессия ВАСХНИЛ 1948 года (Москва, 31 июля — 7 августа 1948 года) — расширенное заседание Всесоюзной академии сельскохозяйственных наук имени В. И. Ленина (ВАСХНИЛ), организованное Т. Д. Лысенко и его сторонниками, с одобрения ЦК ВКП(б). Ключевое событие в противостоянии «мичуринской агробиологии» и классической генетики.
Постановление, принятое на сессии, имело негативные последствия для нормального развития биологических наук в СССР — классическая генетика была объявлена дискредитированной, а учёные, занимавшиеся этими исследованиями, были уволены из образовательных и научных учреждений или переведены на другие направления.

## История

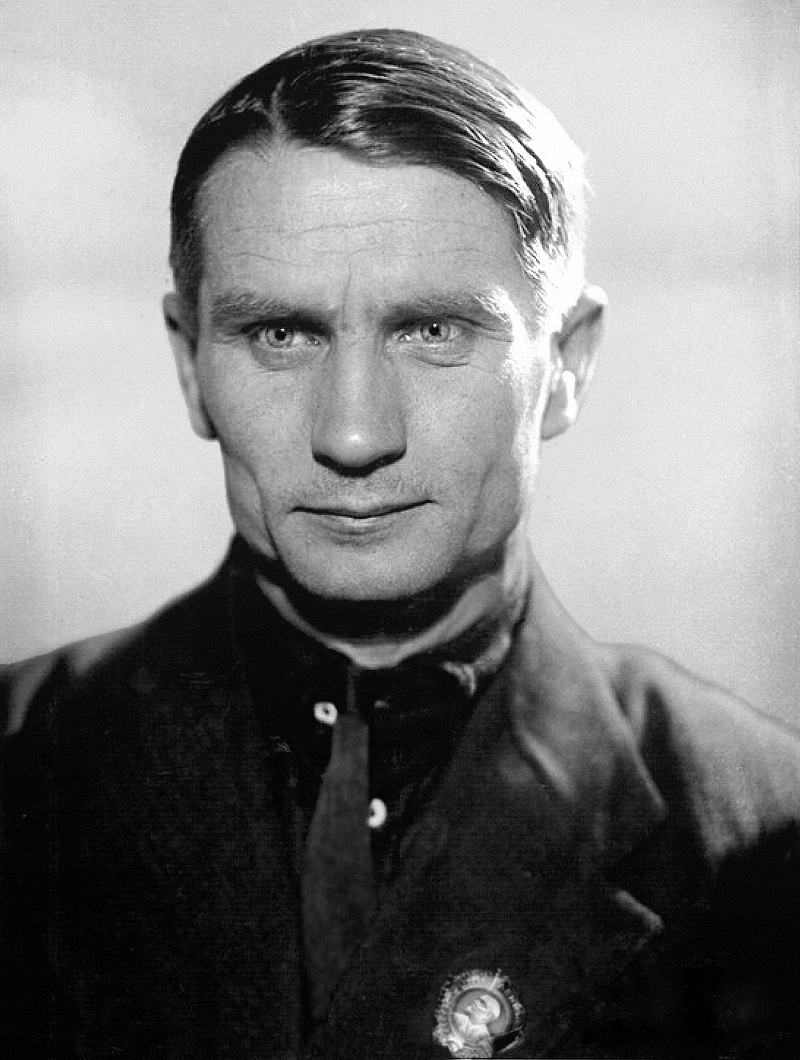
Лысенко, Трофим Денисович, 1938

В конце войны монопольные позиции Лысенковской биологии заметно пошатнулись. Президентом АН СССР стал С. И. Вавилов, брат репрессированного Н. И. Вавилова. Началось сотрудничество с «буржуазными» странами антигитлеровской коалиции.
В апреле 1948 года положение Т. Д. Лысенко стало настолько шатким, что он написал письмо И. В. Сталину, в котором указывал, что ему «стало тяжело работать» и буквально «опустились руки» из-за обвинений сторонников «метафизического направления в биологии», которые озвучивал не кто иной, как начальник Отдела науки Управления пропаганды ЦК ВКП(б) Юрий Андреевич Жданов. Так как Сталин симпатизировал Лысенко, в качестве решения проблемы с критикой со стороны генетиков, было решено провести сессию, на которой будет провозглашён приоритет «мичуринской агробиологии» над генетикой.
Подготовка к сессии осуществлялась в обстановке полной секретности Т. Д. Лысенко и его приверженцами, получившими прямое одобрение И. В. Сталина, несмотря на попытку разоблачения лысенковцев Ю. А. Ждановым, курировавшим в ЦК КПСС вопросы науки. О подготовке сессии не было сообщено ни президенту АН СССР С. И. Вавилову, ни академику-секретарю Отделения биологии академии Л. А. Орбели.
Многие из членов ВАСХНИЛ — противников Лысенко не были извещены о предстоящем мероприятии. Для того, чтобы обеспечить себе устойчивое большинство, Лысенко, в обход общепринятой практики избрания в академию, после личного приёма у Сталина подписал у него список об утверждении академиками ВАСХНИЛ группы своих сторонников, не пользовавшихся авторитетом в научной среде.
15 июля 1948 года Совет министров СССР постановил ввести в состав ВАСХНИЛ 35 новых действительных членов — академиков. 28 июля 1948 года газета «Правда» напечатала список новых академиков, сторонников Лысенко, и сообщила: «Очередная июльская сессия, посвящённая обсуждению доклада академика Т. Д. Лысенко на тему „О положении в советской биологической науке“, состоится в конце июля с.г. в гор. Москве».
Доклад для сессии был составлен Лысенко и его помощниками по прямому указанию свыше к 23 июля 1948 года и был послан на просмотр Сталину. Первоначальный проект доклада широко использовал термины «буржуазная генетика», «буржуазная наука», «антимарксистская биология» и т. п. Один из разделов доклада (§ 2) получил примечательное название: «Основы буржуазной биологии ложны». По мнению Лысенко, истинная, мичуринская генетика не может развиваться при капитализме, «но там есть другая — своя, буржуазная генетика…» Согласно Лысенко, буржуазная наука, обслуживающая интересы правящего класса, «неизбежно включает в себя много ложных знаний, не соответствующих объективной действительности… Это говорит об основном положении, которого мы никогда не должны забывать: любая наука — классовая». По утверждению Лысенко, буржуазная генетика и диалектико-материалистическая мичуринская биология «столкнулись в непримиримой борьбе», противоречия между ними являются, в конечном счёте, следствием антагонистических отношений враждебных классов.
Однако в ходе правки Сталиным доклада первоначальная терминология Лысенко была кардинальным образом изменена. Оппозиция «буржуазная наука» — «диалектико-материалистическая наука» была заменена противопоставлением: «реакционная (идеалистическая) и прогрессивная (материалистическая, советская) наука». Раздел «Основы буржуазной биологии ложны» был вообще вычеркнут в силу неприятия Сталиным положения о существовании классовых наук.
27 июля Т. Д. Лысенко был принят в кабинете И. В. Сталина, присутствовали также Берия, Маленков, Микоян, Булганин, Каганович.

## Проведение сессии
Сессия ВАСХНИЛ проходила с 31 июля по 7 августа 1948 года.
На сессии академик Т. Д. Лысенко сделал свой знаменитый доклад «О положении в биологической науке». В докладе Лысенко подчеркнул роль внешней среды в селекции и эволюции (см. Ламаркизм), призывал к большей практической направленности биологии и сельского хозяйства, критиковал «морганистов» за увлечение исследованиями на мушках-дрозофилах, высказывал свою приверженность Мичуринскому учению. Кроме того, для придачи авторитета своим словам Лысенко намекал, что И. В. Сталин прочитал и полностью одобрил его доклад. В качестве основных лиц, против которых были направлены выступления Т. Д. Лысенко и его сторонников, были выбраны, главным образом, эволюционист И. И. Шмальгаузен и генетики Н. П. Дубинин и А. Р. Жебрак.
Степень накала конфликта между двумя непримиримыми лагерями учёных демонстрирует изложенная С. Э. Шнолем легенда о драке между профессорами И. А. Рапопортом и И. И. Презентом во время выступления последнего. Говорили о том, что Рапопорт кинул в Презента графин с водой. Впоследствии Рапопорт отрицал этот инцидент.
Сессия завершилась полным разгромом генетики. И. А. Рапопорт, который на сессии резко выступил в защиту генетики как науки и стал единственным, кто отказался принять решение президиума, был исключён из ВКП(б).
На сессии выступили:
- президент ВАСХНИЛ академик Т. Д. Лысенко
- академик М. А. Ольшанский
- академик И. Г. Эйхфельд
- академик И. В. Якушкин
- С. И. Исаев — зав. кафедрой селекции плодовых и овощных культур Саратовского сельскохозяйственного института
- академик Н. Г. Беленький
- академик П. Н. Яковлев
- П. Ф. Плесецкий — директор Украинского научно-исследовательского института масличных культур,
- профессор Н. И. Нуждин
- член-корреспондент АН Армянской ССР Н. М. Сисакян
- профессор С. Г. Петров
- академик С. С. Перов
- академик В. П. Бушинский
- доктор биологических наук И. А. Рапопорт
- Г. А. Бабаджанян — директор Института генетики растений Академии наук Армянской ССР
- академик А. А. Авакян
- А. П. Водков — директор Московской селекционной станции
- профессор З. Я. Белецкий
- академик Е. И. Ушакова
- Г. П. Высокос — директор Сибирского научно-исследовательского института зернового хозяйства
- доктор биологических наук И. Е. Глущенко
- старший агроном Ростовского областного управления сельского хозяйства И. И. Хорошилов,
- академик Д. А. Долгушин
- В. А. Шаумян — директор Государственного племенного рассадника костромской породы крупного рогатого скота
- академик М. Б. Митин[8]
- зам. министра совхозов СССР Е. М. Чекменёв
- А. В. Пухальский  — заместитель начальника Главного управления зерновых и масличных культур Министерства сельского хозяйства СССР
- Ф. М. Зорин — зав. отделом селекции Сочинской опытной станции субтропических культур
- академик Л. К. Гребень
- В. С. Дмитриев — начальник Управления планирования сельского хозяйства Госплана СССР
- профессор К. Ю. Кострюкова
- академик С. Н. Муромцев
- академик Б. М. Завадовский
- Ф. А. Дворянкин
- Н. И. Фейгинсон — Мордовская государственная селекционная станция
- А. В. Крылов — директор Института земледелия центрально-чернозёмной полосы имени Докучаева
- профессор Б. А. Рубин
- Ф. К. Тетерев — Всесоюзный институт растениеводства
- академик В. М. Юдин
- академик П. П. Лукьяненко
- А. В. Михалевич — зам. редактора газеты «Правда Украины»
- доцент С. И. Алиханян
- профессор И. М. Поляков
- академик П. М. Жуковский
- профессор А. Р. Жебрак
- профессор Н. В. Турбин
- академик И. И. Шмальгаузен
- кандидат сельскохозяйственных наук И. Н. Симонов
- академик С. Ф. Демидов
- профессор Д. А. Кисловский
- академик И. Ф. Василенко
- академик А. Н. Костяков
- академик П. П. Лобанов
- академик В. С. Немчинов[9]
- В. Н. Столетов — зам. директора института генетики Академии наук СССР
- академик И. И. Презент.

На сессии также присутствовали:
- академик Димо, Николай Александрович
- и другие делегаты.

Материалы сессии каждый день освещались советской прессой. Эти материалы в соответствующей обработке предписывалось изучать на обязательных политзанятиях
Издание материалов сессии ВАСХНИЛ ЦК ВКП(б) поручил Государственному издательству сельскохозяйственной литературы:
- в 3-дневный срок выпустить отдельной брошюрой тиражом в 300 000 экземпляров доклад академика Т. Д. Лысенко «О положении в биологической науке» и заключительное слово по докладу (подписано к печати 12 августа[11]).
- к 29 августа издательство было обязано выпустить стенографический отчёт сессии ВАСХНИЛ, тиражом 200 000 экземпляров.
- Министерство лесной и бумажной промышленности было обязано поставить издательству на издание материалов сессии ВАСХНИЛ 200 тонн типографской бумаги за счёт уменьшения поставок в госрезерв по плану 1948 года[12].

## Последствия для науки в СССР
Августовская Сессия ВАСХНИЛ 1948 года стала самой чёрной страницей в истории биологии в СССР. По аналогичному сценарию вскоре в СССР был произведён разгром физиологии, цитологии, вирусологии и других наук. Сессия обозначила курс СССР на особый путь развития национальной науки и её сепарацию от мирового сообщества учёных. Ставилась цель взять под полный идеолого-политический контроль сам исследовательский процесс. Ради этого из институтов и высшей школы было изгнано огромное количество учёных
В газете «Правда» генетик А. Р. Жебрак опубликовал письмо-оправдание: «До тех пор, пока нашей партией признавались оба направления в советской генетике, я настойчиво отстаивал свои взгляды, которые по частным вопросам расходились с взглядами академика Лысенко. Но теперь, после того, как мне стало ясно, что основные положения мичуринского направления в советской генетике одобрены ЦК ВКП(б), я, как член партии, не считаю для себя возможным оставаться на тех позициях, которые признаны ошибочными Центральным Комитетом нашей партии».
23 августа 1948 года министр высшего образования СССР С. В. Кафтанов издал приказ № 1208 «О состоянии преподавания биологических дисциплин в университетах и о мерах по укреплению биологических факультетов квалифицированными кадрами биологов-мичуринцев». Согласно этому приказу в вузах создавались комиссии, которые должны были пересмотреть учебные программы по всем учебным дисциплинам, изменить тематику кандидатских работ аспирантов и т. д.

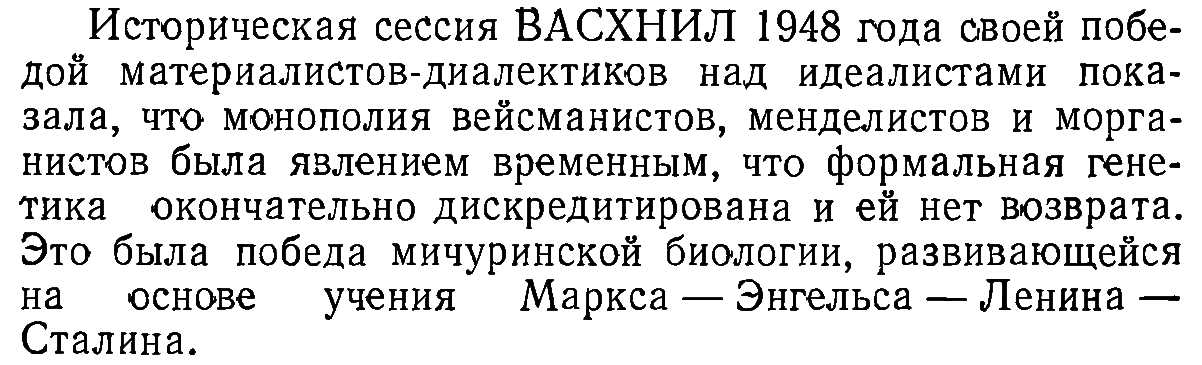
Цитата, показывающая кризис в советской биологии после сессии ВАСХНИЛ, Лепешинская, 1952

Повсеместно проводились увольнения или переводы генетиков на другие направления. Число генетиков, подвергшихся в это время административным гонениям, оценивается в пределах 300 человек. Вместо них набирались сторонники Лысенко. Особое внимание было обращено на подготовку новых «мичуринских» кадров биологов: в Московском и Ленинградском университетах были объявлены дополнительные наборы на биологические факультеты, преподавательский состав был практически полностью сменён. «Основы дарвинизма» в обоих университетах, не доверяя никому, читал самый верный сторонник Лысенко И. И. Презент (не имеющий биологического образования).
После сессии ВАСХНИЛ, в 1948 году, в знак протеста против гонений из Академии наук СССР вышло много иностранных членов, например, английские физиологи Дейл, Меллер и некоторые другие.
Почти на двадцать лет «менделизм» сделался ругательным словом. Своим знаменем лысенковцы сделали имя скромного практика-садовода И. В. Мичурина, мало занимавшегося теорией и с интересом относившегося к работам Менделя.
В дополнение к августовской сессии, на которой была разгромлена генетика, на мартовской сессии АН СССР 1950 года, под предлогом развития научного наследия И. П. Павлова, состоялся разгром физиологии и цитологии.
24-26 августа 1948 года состоялось расширенное заседание президиума Академии наук СССР по вопросу о состоянии и задачах биологической науки в институтах и учреждениях Академии наук СССР, на котором было поддержано решение сессии ВАСХНИЛ. В постановлении указывалось на неблагоприятное положение науки с идеологической и практической точки зрения. Президиум АН СССР предложил всем организациям системы АН СССР провести широкую дискуссию по вопросам идеологической направленности тематики каждого института, и её практической значимости в науке и народном хозяйстве.
Состоялись и планировались обсуждения идеологического состояния в различных науках:
- Геологические науки — в ноябре 1948 года состоялась расширенная сессия учёного совета Института геологических наук (ИГН АН СССР)[14][15]
- Нефтяная и газовая промышленность — обсуждалась в Ленинграде, единственно правильным было признано учение Губкина о происхождении нефти.
- Физика — совещание планировалось провести в московском Доме учёных (600 делегатов), оргкомитет работал с 30 декабря 1948 по 16 марта 1949, совещание несколько раз переносили и оно не состоялось[16].
- Физиология и медицина — в 1950 году (Павловская сессия) было поддержано учение Лысенко в биологических и медицинских науках.

Только к 1965 году в СССР было получено официальное заключение комиссий ВАСХНИЛ и АН СССР, что научная работа Т. Д. Лысенко проводилась недостоверно.

### Комментарии
1. ↑  За восемь дней «публичной дискуссии», которая заняла пятьсот тридцать одну страницу стенографического отчёта, ни разу не были упомянуты ни Николай Вавилов, ни его институт в Ленинграде, ни опытная станция в Пушкине, ни знаменитая коллекция семян[10].